# بافت آوندی

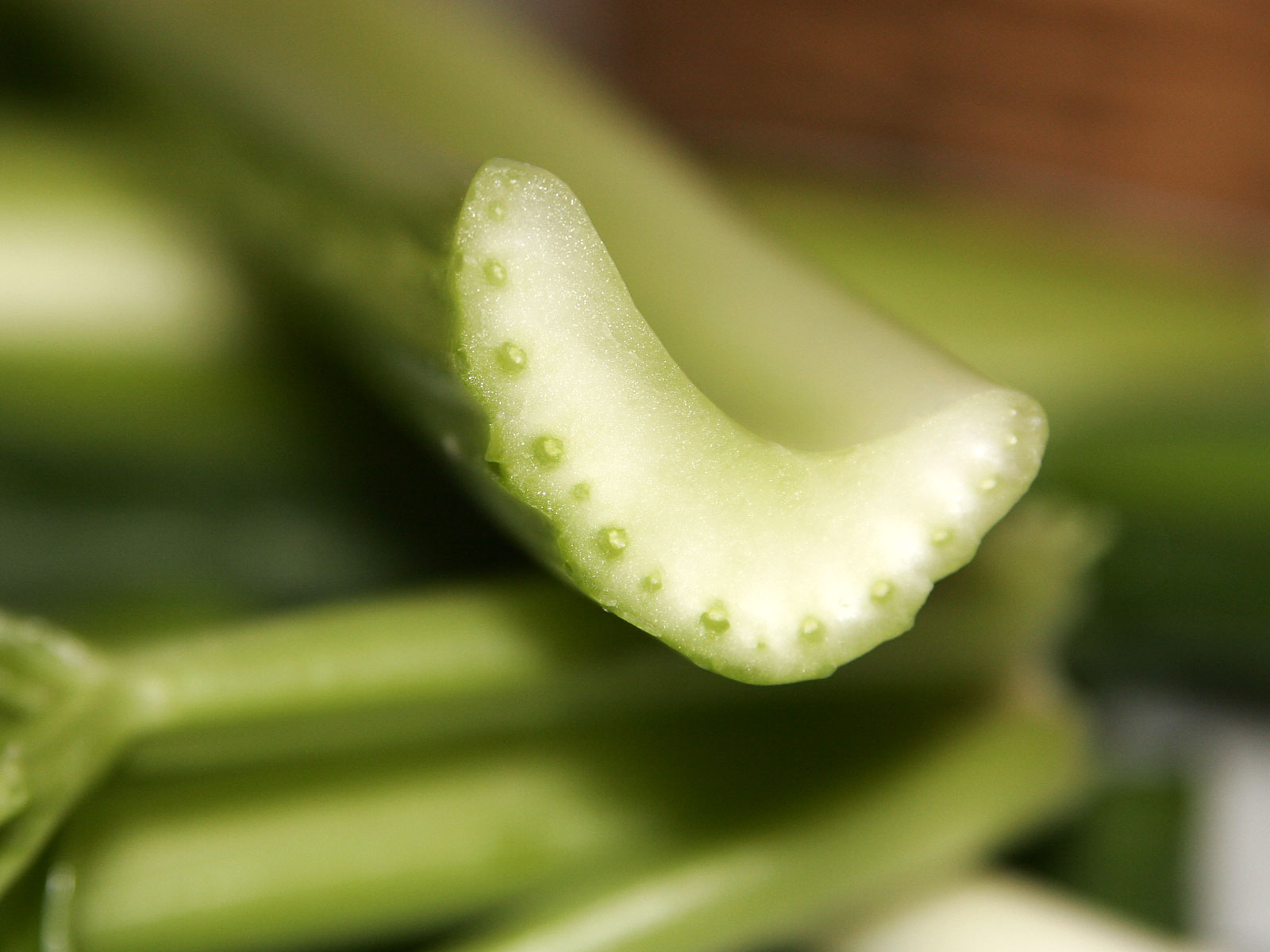
بخش عرضی ساقه کرفس، دسته‌های آوندی را که شامل بافت آبکش و بافت چوبی هستند نشان می‌دهد.

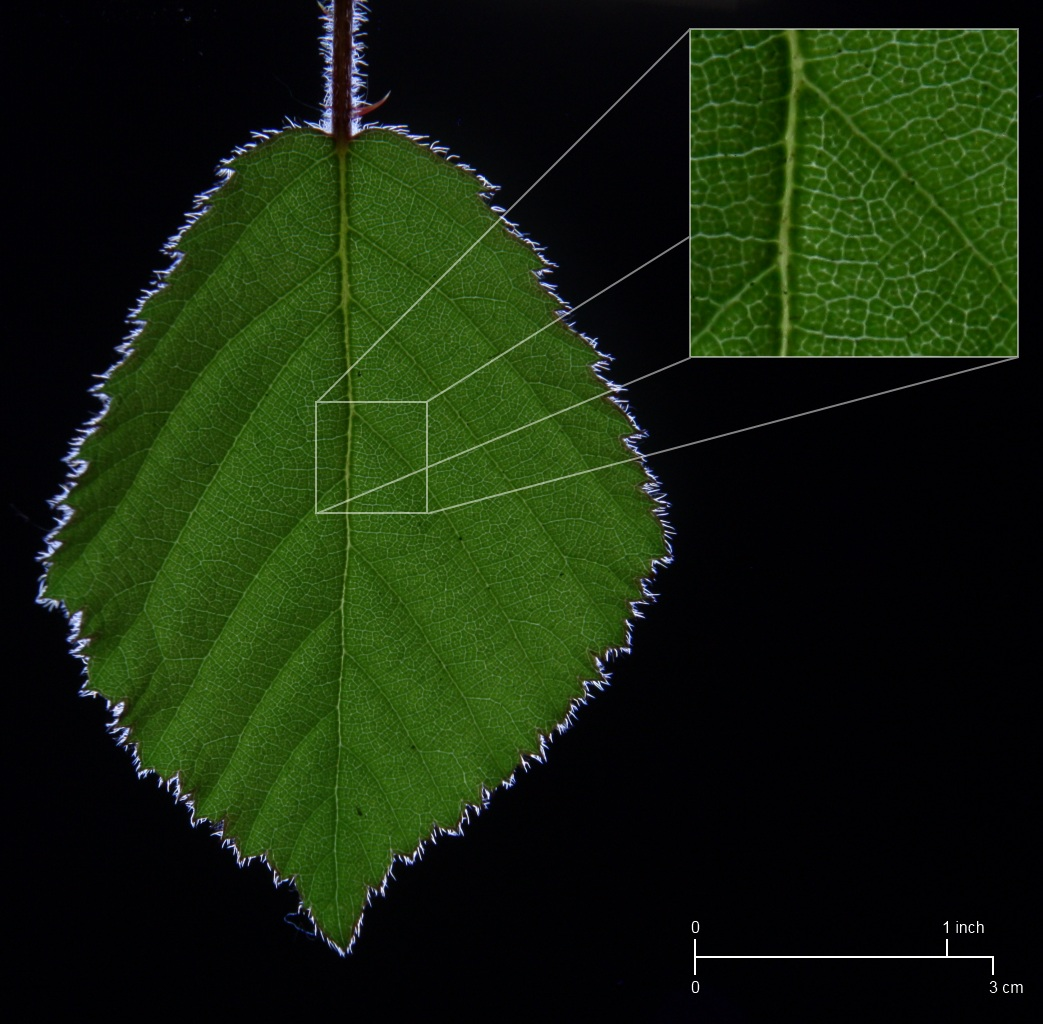
جزئیات عروق برگ یک تمشک جنگلی.

بافت آوندی به بافت‌هایی می‌گویند که از بیش یک گونه یاخته را دربردارند و سازمان پیچیده و گسترده‌ای را پدید می‌آورند که راه‌هایی هستند برای جابجایی مواد در گیاهان آوندی. بافت آوندی دربرگیرندهٔ بافت آبکش و بافت چوبی می‌باشد. شاره‌ها‌ و خوراکه‌ها‌ درون این دو بافت جابجا می‌شوند.